# فرودگاه کوندینسکویه
فرودگاه کوندینسکویه (به روسی: Аэропорт Кондинское) یک فرودگاه کوچک نظامی واقع در کشور روسیه است که توسط نیروی هوایی روسیه اداره می‌شود.